# La Confluence
Pour les articles homonymes, voir Confluence.
La Confluence ou simplement Confluence est le nouveau secteur-sud du 2e arrondissement de Lyon, situé à l'extrémité sud de la presqu'île de Lyon, proche de la confluence du Rhône et de la Saône. À la suite de la délimitation de deux zones d'aménagement concerté (ZAC) depuis la fin des années 1990, le quartier connaît de profondes mutations.

## Géographie

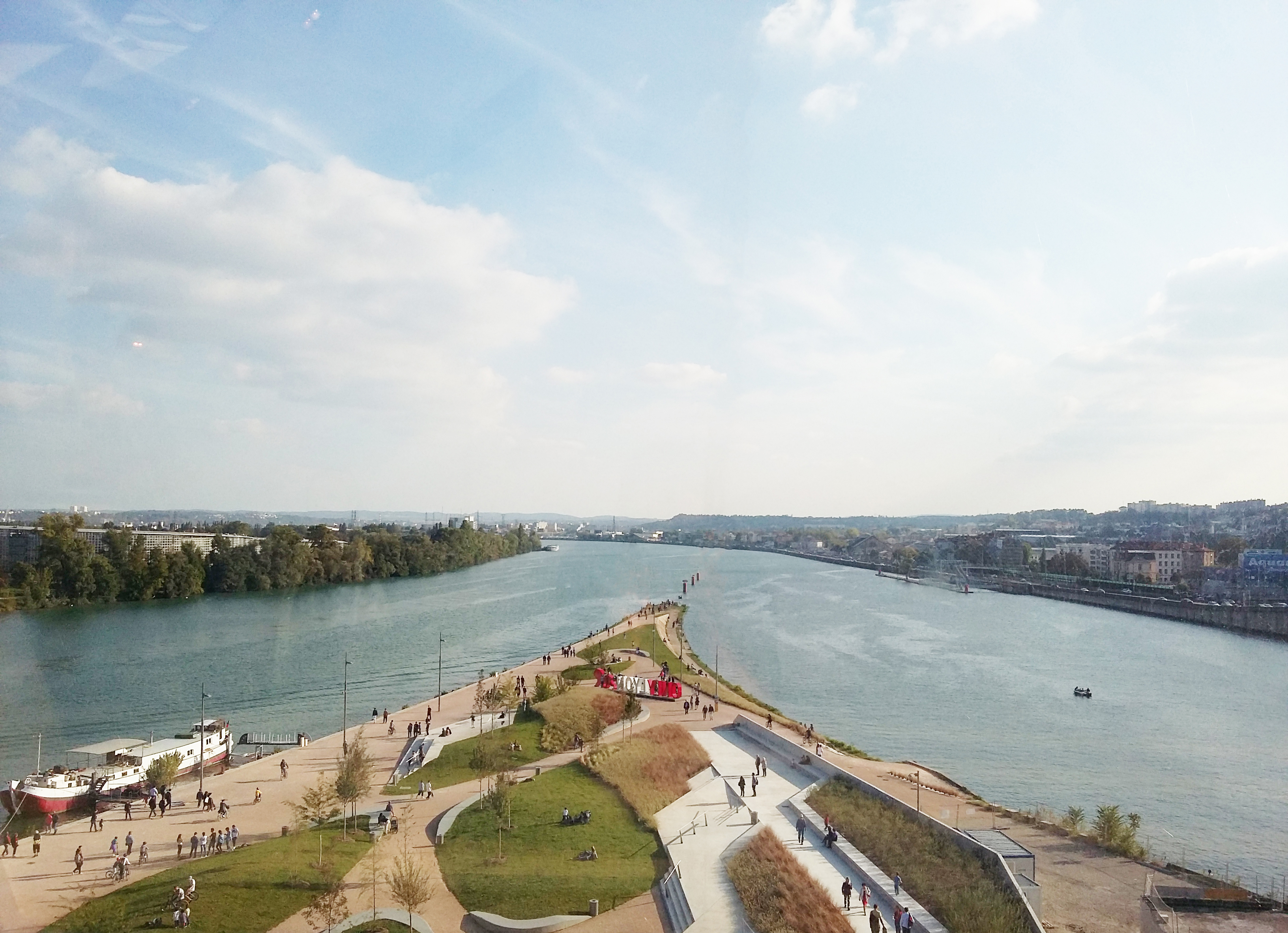
Confluence du Rhône et de la Saône.

Le quartier de la Confluence est limité au nord par le quartier historique de Perrache et l'actuel quartier Sainte-Blandine qui part de la voie ferrée (prochainement rénové), à l'est par l'autoroute A7 sur les quais du Rhône, à l'ouest par la Saône jusqu'au stade Sonny Anderson, et au sud par le confluent du Rhône et de la Saône.
Il se structure autour d'un axe majeur, le cours Charlemagne qui le traverse du nord au sud.
Jusqu'en 2009 le quartier est majoritairement occupé par le marché d'intérêt national, dit marché-gare de Perrache, et par des friches à l'emplacement d'une ancienne gare de triage, tous ces terrains étant alors libérés pour laisser place au projet Confluence. On y trouve également un ancien port industriel, le port Rambaud, le long de la Saône et d'anciens entrepôts dont la Sucrière, bâtiment qui accueille régulièrement des manifestations comme la Biennale d'art contemporain.
Au nord se trouve le quartier résidentiel Sainte-Blandine, ainsi que différents équipements, notamment la patinoire Charlemagne, l'ancienne prison Saint-Paul aujourd'hui réhabilitée pour accueillir l'Université Catholique de Lyon et l'ancienne prison Saint-Joseph transformée en logements et bureaux...

## Sociologie

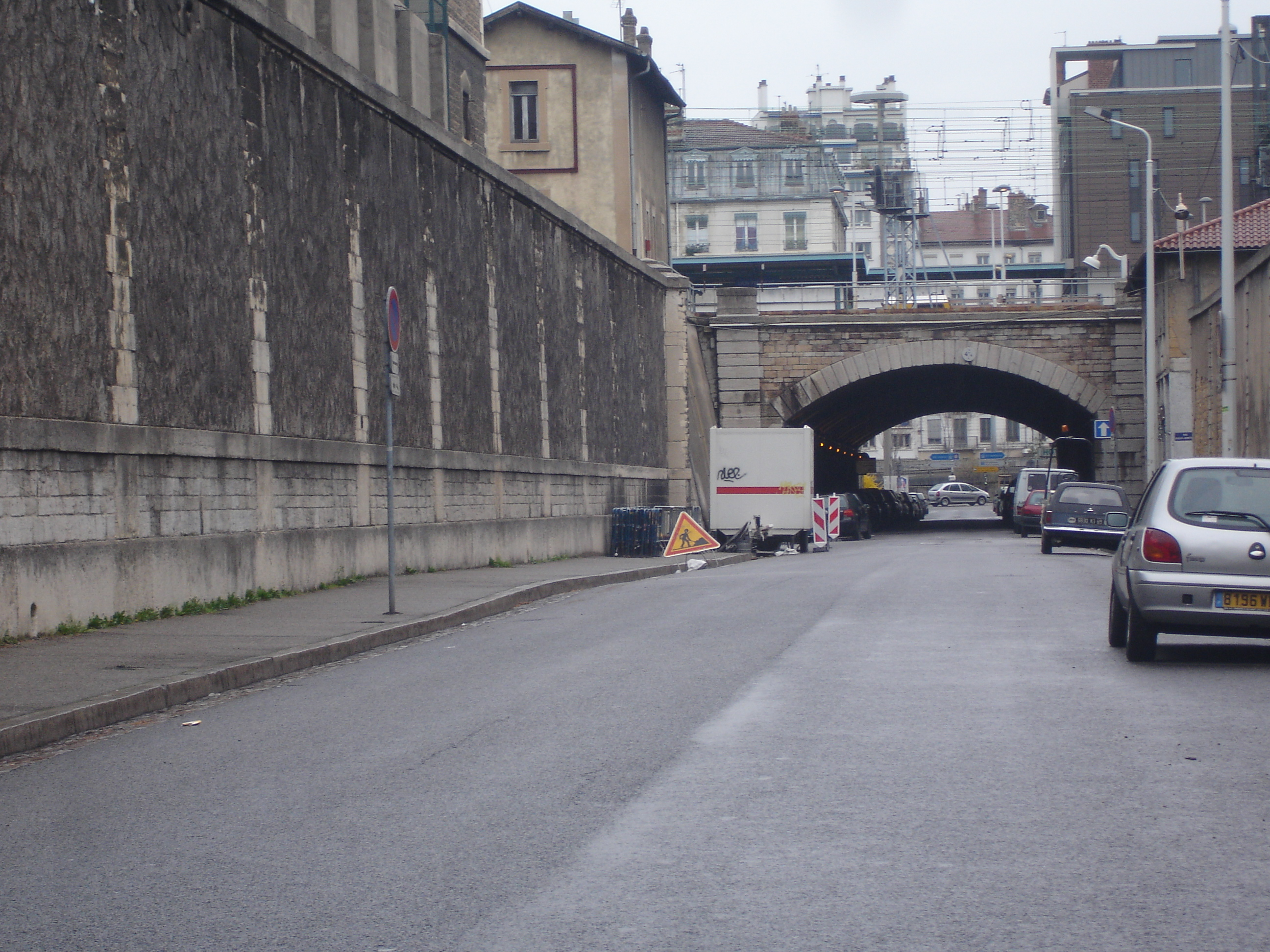
Vue des « voûtes ».

Bien qu'il se trouve près du cœur historique de la ville de Lyon, le quartier du Confluent — voué depuis toujours aux activités industrielles, portuaires et au marché de gros — est isolé du reste de la Presqu'île par les voûtes de la gare de Perrache. On parle traditionnellement à Lyon des quartiers « derrière les voûtes », secteurs fréquentés durant deux siècles par une population d'ouvriers, et devenu par ailleurs, jusqu'à une période récente, le centre de la prostitution lyonnaise.
Le projet Confluence change radicalement la sociologie du quartier, provoquant une gentrification rapide : le marché de gros et les prisons sont déménagés à Corbas, le port Rambaud est reconverti, les bâtiments industriels et les friches laissent la place à des immeubles de logements, des bureaux et des commerces.

## Histoire
Le site actuel de la confluence émerge de terre lorsque les travaux d'agrandissement de la Presqu'île sont effectués au XVIIIe siècle sous la direction de l'ingénieur Antoine Michel Perrache. En 1829, un embarcadère est construit au sud du quartier comme terminus de la ligne de chemin de fer Lyon - Saint-Étienne ; il est remplacé en 1845 par la gare du Bourbonnais. Avec la construction de la gare de Perrache, qui sépare clairement le quartier d'Ainay au nord, residentiel et commercial, et ce quartier au sud, lequel devient résolument industriel et logistique.

Après la Seconde Guerre mondiale de nouveaux projets apparaissent. Louis Pradel envisagea un temps d'y construire le quartier d'affaires qui est finalement construit à la Part-Dieu. Dans les années 1990, Raymond Barre lance le projet de reconversion de la confluence.

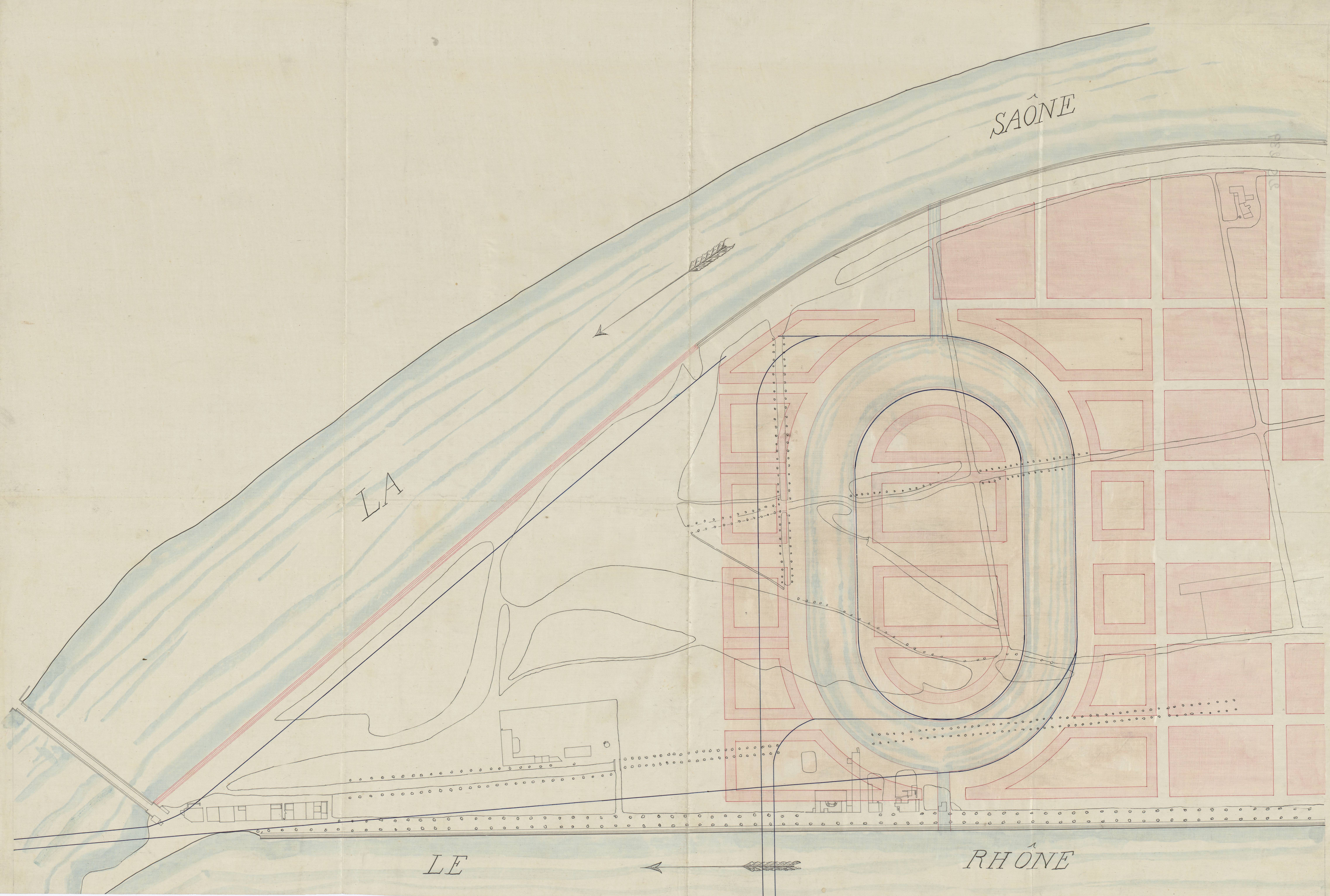
Plan sur le projet de l'aménagement de la gare d'eau (1826)
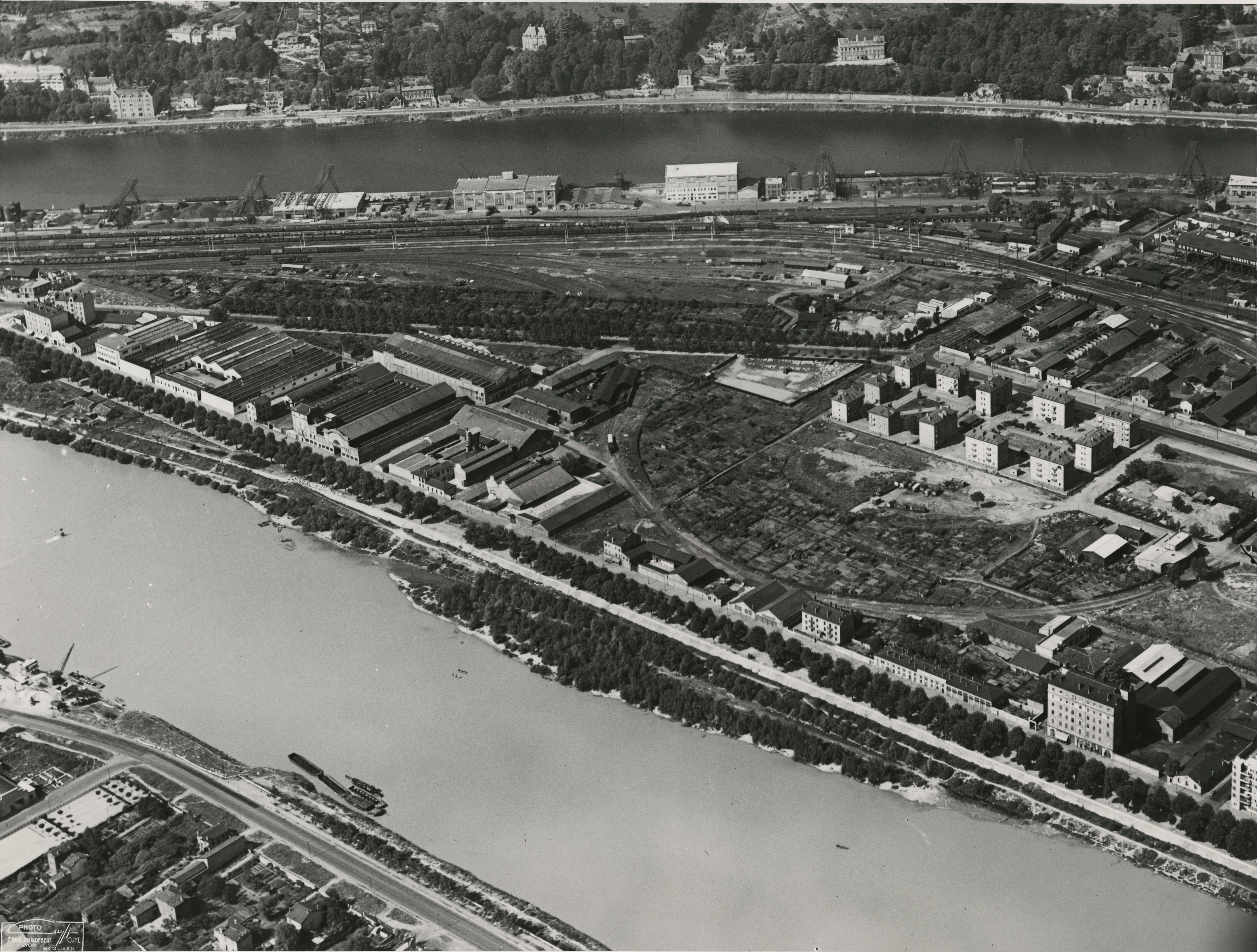
Marché de gros dans la Presqu'Ile de Perrache (vers 1955-1961)
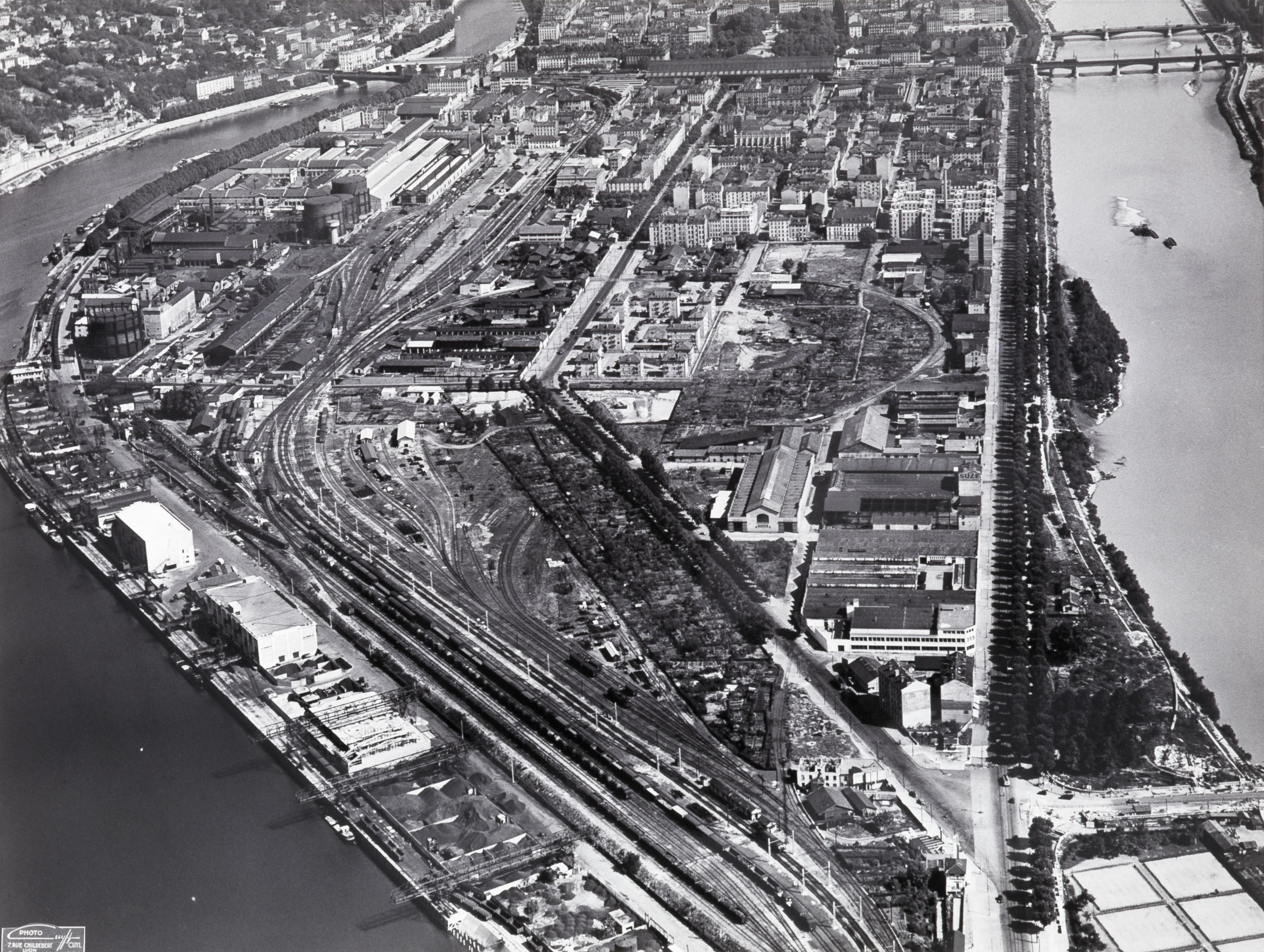
Marché de gros dans la Presqu'Ile de Perrache (vers 1955-1961)
Gare d'eau et ateliers de Perrache (1910)

## Le projet Confluence
Le projet Confluence a pour objectif de doubler la superficie du centre-ville de Lyon, en urbanisant la zone. Il est l’œuvre du maire de Lyon Raymond Barre qui lance l’idée en 1995 en créant la mission Lyon-Confluence. Un concours international de définition est lancé en 1997 et remporté par l’équipe MBM (Thierry Melot, Oriol Bohigas et Catherine Mosbach), qui prend en charge le contrat d’études qui conduit à l’élaboration du premier schéma directeur de l’opération présenté au public en 1999.
Ce schéma directeur propose une vision à trente ans et prévoit à long terme le désenclavement de la presqu’île par des mesures fortes sur les infrastructures : déclassement de l’A7 en boulevard urbain le long du Rhône, création du contournement autoroutier ouest de Lyon, transformation de la gare de Lyon-Perrache et création d’une continuité urbaine nord-sud par la mise en viaduc du faisceau ferroviaire, démolition du centre d’échanges pour restituer l’espace du cours de Verdun, mutation du faisceau ferroviaire de la ligne de Moret - Veneux-les-Sablons à Lyon-Perrache en traversée par viaduc, prolongement du tramway et du métro, création d’un parc urbain au sud de la presqu’île, création de la place des archives au sud de la gare, etc. Cette vision à long terme est le support d’un projet phasé en plusieurs opérations urbaines à court terme, enchaînées et programmées de manière séquentielle.
L’état de santé de Raymond Barre ne lui aurait peut-être pas permis de briguer un second mandat de maire ou de président de la communauté urbaine, même s'il avait toujours indiqué ne vouloir faire qu'un seul mandat (voir son livre de conversations L'expérience du pouvoir) ; l’élection de Gérard Collomb en 2001 conduit à l’éviction de l’équipe MBM au profit de l’urbaniste François Grether et du paysagiste Michel Desvigne chargés à l’origine de reprendre la stratégie du projet initial appliquée à sa première phase,.
L'aménageur est la Communauté urbaine de Lyon. La réalisation de l'opération rend nécessaire la création d'une Société d'économie mixte, la SEM Confluence, créée en juillet 1999 pour promouvoir et réaliser l'opération. D’abord présidée par Raymond Barre, elle l’est ensuite par Gérard Collomb, nouveau maire et président de la communauté urbaine depuis 2001 et dirigée par Jean-Pierre Gallet. La SEM est transformée, en 2007, en SPLA (Société publique locale d'aménagement) Lyon Confluence ; en 2012 a SPLA devient SPL (Société publique locale). Après le départ à la retraite de M. Gallet, en 2014, c'est Pierre Joutard qui est nommé directeur général délégué.
Le nouveau projet prévoit notamment un vaste programme de logements et de bureaux, un Pôle de loisirs et de commerces réalisé par Jean-Paul Viguier et Associés qui s'étend sur 150 hectares, un bassin nautique relié à la Saône, un musée sur le site de la pointe de la Presqu'île, avec le département du Rhône, à la place du boulodrome départemental du parc de la Saône ; le désenclavement total devient partiel, et avec une rénovation de l'existant. Le siège de la région Auvergne-Rhône-Alpes y est également édifié.
Les architectes et urbanistes du projet sont pour les logements, notamment Lipsky+Rollet architectes, Manuelle Gautrand, Massimiliano Fuksas, MVRDV-Winy Maas et pour les bureaux, entre autres, Jean-Michel Wilmotte, Jakob + MacFarlane, Rudy Ricciotti, Odile Decq. Z Architecture réhabilite la Sucrière ainsi que la capitainerie du Port-Rambaud.
Le siège du Conseil régional d'Auvergne-Rhône-Alpes est réalisé par Christian de Portzamparc. Le musée, dit Musée des Confluences, projeté par le bureau d'architecture autrichien Coop Himmelb(l)au, est en cours de construction depuis octobre 2006 avant d'être arrêté en 2007, pour être repris par Vinci en avril 2010 ; il ouvre au public le 20 décembre 2014. En janvier 2015, la Communauté Urbaine (Le Grand Lyon) devenant Métropole, elle reprend toutes les infrastructures départementales situées sur son territoire, y compris donc le musée.
Le projet prévoit également un désenclavement du quartier de par la construction d'infrastructures lourdes le reliant au quartier de Gerland et à la gare de Perrache. Une première extension du tramway T1 est inaugurée en septembre 2005, de la gare de Perrache à la rue Montrochet, une seconde extension a eu lieu en février 2014 jusqu'à la station Debourg. Quatre ponts sur le Rhône et la Saône sont également prévus : le pont des Girondins donnant sur la rue des Girondins à Gerland, le pont Raymond-Barre entre le musée des Confluences et le parc des Berges, et une "transversale modes-doux" par deux passerelles, la première sur le Rhône et la seconde sur la Saône. Par contre la suppression de l'autoroute A7 attend le contournement ouest autoroutier, et le percement de nouvelles voûtes sous Perrache n'est que partiellement prévu pour le mandat 2014-2020.
En 2011, le Grand Lyon et l'agence para-gouvernementale japonaise Nedo, responsable du soutien à la recherche et développement dans les technologies environnementales, lancent la mise en œuvre d’un démonstrateur de réseau d'énergie intelligent (smart community). Le projet de démonstrateur consiste en la construction de 3 bâtiments sur l’îlot P (dernier îlot à réaliser le long du bassin nautique), au déploiement d’une flotte de véhicules électriques en auto-partage, à l’installation d’energy-boxes pour assister les habitants dans la maîtrise de leur consommation énergétique, et à la création d’un système de gestion communautaire pour l'audit énergétique. Le sous-projet, estimé à 50 millions d’euros, est piloté par Toshiba.
La Confluence est reconnue écoquartier par le gouvernement français, quartier durable par le WWF, et s'est vu décerner le label européen Concerto pour la faible consommation énergétique des bâtiments.
Des entreprises comme GL Events ou encore Euronews ont implanté leur siège social mondial dans le quartier en 2014.
La première phase se terminant par le quartier Denuzière, en fin d'aménagement, la seconde phase peut débuter, sur le site de l'ancien "marché-gare", appelé le "Quartier du Marché", puis le "Quartier du Champ" ou "du Campo".

## Galerie

Bâtiments résidentiels
Immeubles résidentiels
Le Monolithe
Immeuble résidentiel
Bâtiment d'habitations
Immeuble du journal Le Progrès
Le Cube Orange
Le siège du Conseil régional d'Auvergne-Rhône-Alpes situé dans le quartier
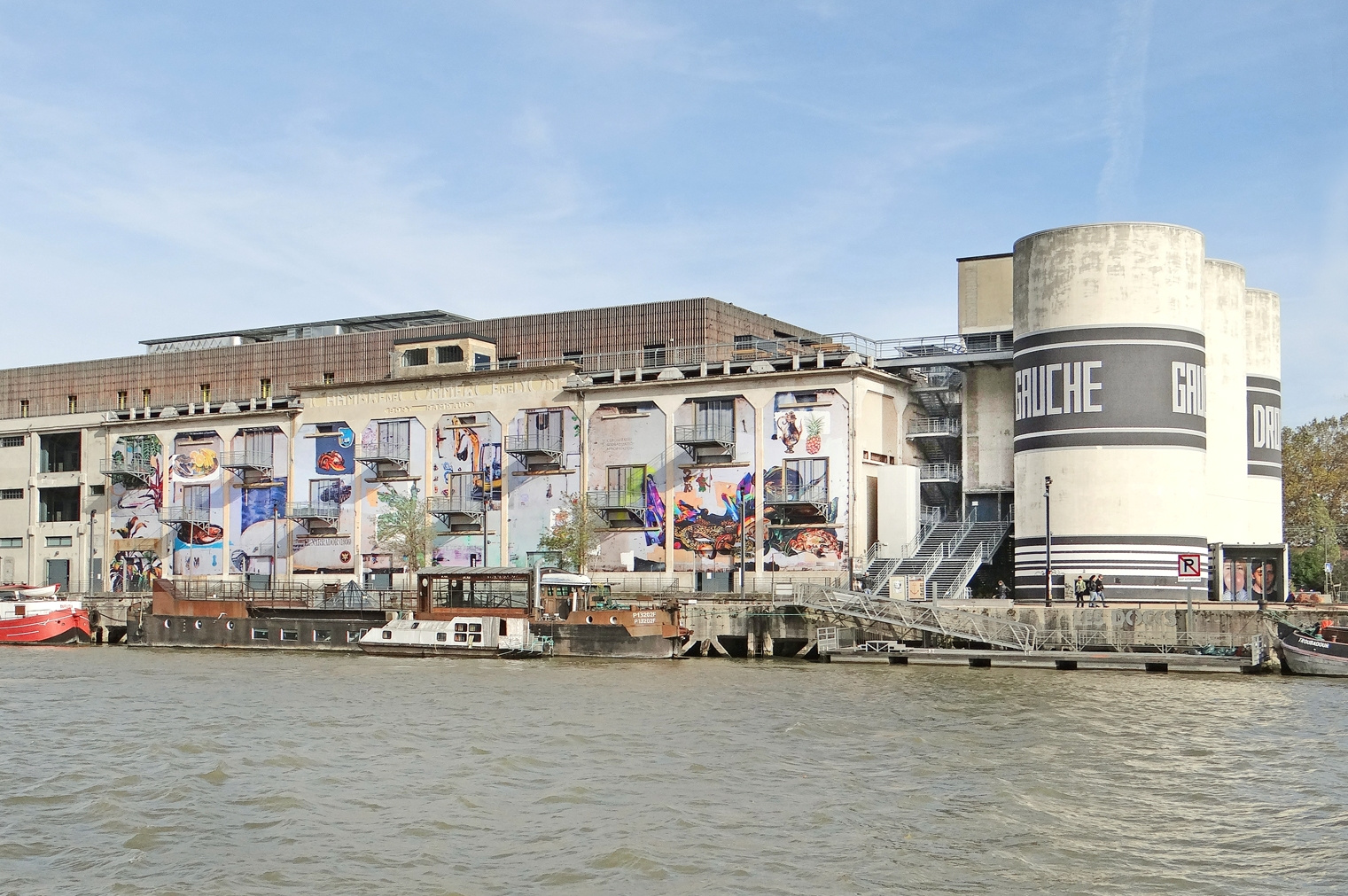
La Sucrière

## Transports
Le quartier est desservi par :

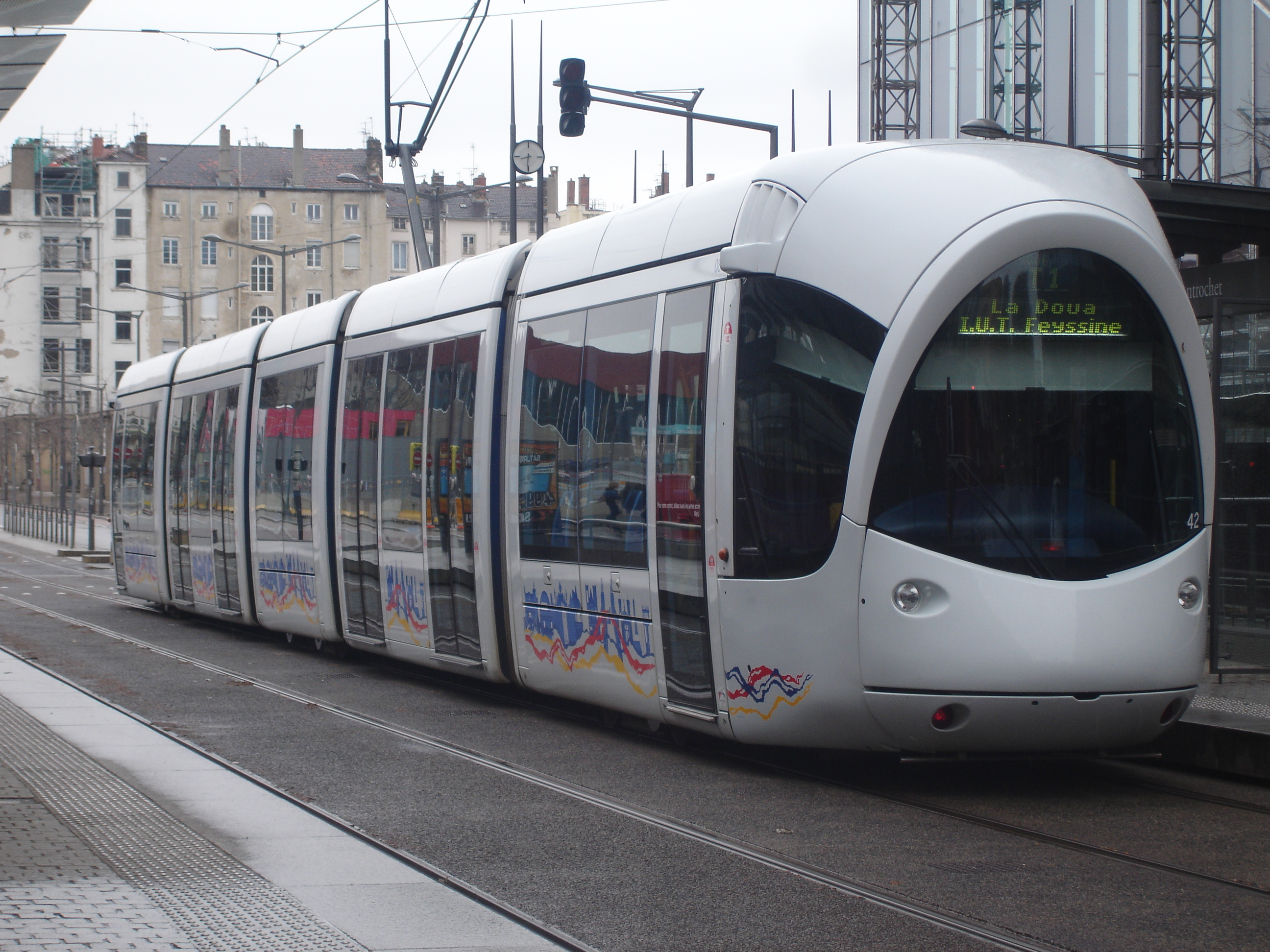
Le tramway à la station nommée à l'époque Montrochet en 2010.

- 1 station de métro (ligne A) ainsi que de nombreuses lignes de bus au centre d'échange de Perrache ;
- 5 stations de tramway (lignes T1 et T2) : Musée des Confluences (depuis février 2014 et uniquement desservi par le T1), Hôtel de Région - Montrochet, Sainte-Blandine, Places des Archives et Perrache ;
- Une station de navette fluviale TCL (Navigône) depuis le 18 juin 2025 en lieu et place de l'ancienne navette du Vaporetto ;
- Les lignes de bus 63 et S1 du réseau TCL ;

Le quartier accueille également un petit port de plaisance et une capitainerie, situés tous deux dans la Darse nautique.
Par ailleurs, en 2016 une expérimentation de transport par minibus électrique entièrement autonome (sans chauffeur) fut menée dans le quartier. Il s'agissait d'une première mondiale. Le matériel roulant utilisé était conçu par la société Navya basée à Villeurbanne.

### Documentaire audiovisuel
- « Confluence : le rêve métropolitain » (29 min 42 s)